# Roberto Matute Puras
Roberto Matute (San Asensio, 28 de juliol de 1972) és un exfutbolista riojà, que ocupava plaça de davanter.

## Carrera esportiva
Va començar a destacar a les files del CD Logroñés, tot jugant 36 partits en primera divisió entre el 92 i el 94. A Las Gaunas també va jugar en Segona Divisió la campanya 95/96.
Posteriorment, va recalar al Chaves portugues i al Dundee United escocès. A l'Estat espanyol, també va militar en equips de Segona B, com el Burgos CF, la Unió Deportiva Atlètica Gramenet o el Recreación de La Rioja.